# Carolyn Lazard
Carolyn Lieba Francois Lazard (Upland, 1987) é uma artista americana radicada na Filadélfia, Pensilvânia. Lazard usa a experiência da doença crônica para examinar conceitos de intimidade e o trabalho de viver com doenças crônicas. Lazard expressa suas ideias através de uma variedade de meios, incluindo performance, cinema, escultura, escrita, fotografia, som, bem como ambientes e instalações. Lazard é bolsista da Fundação Pew de 2019 e uma das primeiras beneficiárias do Prêmio Disability Futures Fellows 2020 da Fundação Ford. Em 2023, Lazard foi selecionada como beneficiária da Bolsa MacArthur, coloquialmente conhecida como “bolsa para gênios”.

## Juventude e educação
Carolyn Lieba Francois Lazard nasceu em 1987 em Upland, Califórnia.
Lazard formou-se com um diploma de bacharel em 2010 pela Bard College. Obteve seu diploma de mestrado em 2019 pela Universidade da Pensilvânia.

## Carreira artística
O trabalho de Lazard foi exibido internacionalmente, incluindo no Kunsthal Aarhus, na Dinamarca; no Stedelijk Museum, em Amsterdã; e no Camden Art Centre, em Londres. No âmbito nacional, eles foram expostos no Instituto de Arte Contemporânea, na Filadélfia; no Walker Art Center, em Minneapolis; no New Museum, em Nova York; e tiveram exibições nos Arquivos de filmes de antologia, em Nova Iorque. Lazard participou da Bienal Whitney 2019, com curadoria de Rujeko Hockley e Jane Panetta. Participou ao lado de outros 75 artistas. As obras publicadas de Lazard incluem um trabalho de 2019 encomendado pela Recess intitulado Accessibility in the Arts: A Promise and a Practice (Acessibilidade nas Artes: Uma Promessa e uma Prática) e The World is Unknown (O Mundo é Desconhecido), publicado pela Triple Canopy como parte de sua área de projeto Immaterial Literature (Literatura Imaterial).
Em 2019, Lazard coorganizou o festival “I Wanna Be With You Everywhere” (Quero estar com você em todos os lugares), que celebra as artes da deficiência na cidade de Nova Iorque.
Uma das obras de Lazard, Support System (For Park, Tina, and Bob), 2016, foi destaque na capa da edição de inverno 2018/2019 da revista Art Papers. A obra documenta uma performance de 12 horas realizada pela artista, que passou o dia na cama. Para a exposição “Trigger: Gender as a Tool and a Weapon” (Gatilho: o gênero como ferramenta e arma) do New Museum em 2017, Lazard instalou A Conspiracy (2017), 12 máquinas de ruído branco (do tipo usado em consultórios de terapeutas) instaladas em um dos elevadores.
Sua instalação na Bienal Whitney de 2019 é intitulada “Extended Stay” (Estadia prolongada). Para essa instalação, Lazard fixou uma TV em um suporte hospitalar que se estendia da parede. A TV estava conectada a um cabo configurado para mudar de canal a cada 30 segundos. O objetivo desse trabalho era conectar os frequentadores regulares do museu às pessoas com doenças crônicas e criar uma experiência compartilhada entre os dois. Há também uma conexão com a pandemia de COVID-19. A instalação revisita uma sensação de tédio que as pessoas com doenças crônicas experimentaram durante toda a vida e que muitas outras só começaram a experimentar durante a pandemia.

### Coletivo Canaries
Além de sua prática em estúdio, ela é cofundadora da “Canaries”, com Jesse Cohen e Bonnie Swencionis. A “Canaries” é uma rede de mulheres cis, pessoas trans e pessoas não binárias que vivem e trabalham com doenças autoimunes e outras doenças crônicas para criar trabalhos. Os membros são artistas, pintores, atores e escritores que experimentam fenômenos corporais fora do âmbito do discurso biomédico. O grupo, originalmente sediado na cidade de Nova Iorque, assumiu a forma de uma lista de discussão, um coletivo artístico e um grupo de apoio com reuniões regulares. Como coletivo, expuseram na Recess, Nova Iorque; Elizabeth Foundation for the Arts, Nova Iorque; e Franklin Street Works, Connecticut.

### Prática artística
Em março de 2017, Lazard coassinou uma carta aberta escrita por Hannah Black exigindo que a Bienal Whitney removesse a pintura Open Casket, de Dana Schutz. Em 2021, o Pew Center for Arts pediu a Lazard que citasse uma obra queer que moldou sua prática, e Lazard citou a obra em vídeo da artista Panteha Abareshi, For Medical Use Only (2019).

### Exposições
- 2016 – Anthology Film Archives, Nova Iorque[23]
- 2017 – Trigger: Gender as a Tool and a Weapon, New Museum, Nova Iorque[16]
- 2018 – Crip Time, Stedelijk Museum, Amsterdã, Países Baixos[24]
- 2018 – Post Institutional Stress Disorder 2, Kunsthal Aarhus, Alemanha[25]
- 2018 – A Recipe for Disaster, Camden Art Centre, Londres, Reino Unido[26]
- 2018 – The Kitchen, Nova Iorque[27]
- 2018 – epigenetic, Shoot the Lobster, Nova Iorque[28]
- 2018 – Essex Street Gallery, Nova Iorque[29]
- 2019 – Walker Art Center, Minneapolis[30]
- 2020 – SYNC, Essex Street Gallery, Nova Iorque[31]
- 2022 – Walker Art Center, Minneapolis[32]